# Colophotia praeusta
Colophotia praeusta là một loài bọ cánh cứng trong họ Đom đóm (Lampyridae). Loài này được Eschsch. miêu tả khoa học năm 1822.